# Oxytorus armatus
Oxytorus armatus är en stekelart som beskrevs av Thomson 1883. Oxytorus armatus ingår i släktet Oxytorus och familjen brokparasitsteklar. Arten är reproducerande i Sverige. Inga underarter finns listade i Catalogue of Life.